# Struktura przywództwa
Struktura przywództwa
W grupie struktura przywództwa może nie być jasno skrystalizowana (np. grupy koleżeńskie). Przywódca może być narzucony lub wyłoniony samoistnie. Decydują o tym:
- cechy wrodzone;
- sytuacja (pokój – wojna);
- charakteru zadania;
- cechy grupy (charakter grupy, pozycje w grupie).

## Style przywództwa
- autorytarny – jeden przywódca podejmuje decyzje, przydziela zadania, kary i nagrody; najwyższa produktywność; zaangażowanie bierne; spójność – nie najlepsza, każdy myśli o sobie, przywódca często nie akceptowany, satysfakcja członków najwyższa;
- demokratyczny – decyzje podejmuje grupa, przywódca naprowadza i stymuluje grupę, częściowo angażuje się w zadania, częściej stosuje nagrody; jakość najlepsza; zaangażowanie najlepsze; spójność najlepsza;
- liberalny – spójność najgorsza; tworzą się struktury nieformalne.

## Rodzaje przywódców
- przywódca autorytarny – zorientowany na wykonanie zadania, lepiej działa w sytuacjach zagrożenia;
- przywódca demokratyczny – zorientowany na stosunki międzyludzkie, lepiej działa w sytuacjach pokoju;
- przywódca liberalny – zorientowany na pozostawienie pracownikom relatywnie dużej swobody przy wykonywaniu zadań; jego wyniki uzależnione są od tego, czy zagospodaruje talenty podwładnych.

## Literatura
- Model przywództwa. Wymiar lokalny, krajowy, międzynarodowy, pod red. A.K. Piaseckiego, Kraków 2006.
- Przywódcy i przywództwo we współczesnej Afryce, pod red. A. Żukowskiego, Olsztyn 2008.
- Rogaliński P., Jak politycy nami manipulują? Cz. 1: Zakazane techniki, Łódź 2012, ISBN 978-83-272-3732-3.
- Wiatr J.J., Przywództwo polityczne. Studium politologiczne, Łódź 2008.